# Semidalis aleyrodiformis
Semidalis aleyrodiformis is een insect uit de familie van de dwerggaasvliegen (Coniopterygidae), die tot de orde netvleugeligen (Neuroptera) behoort. 
De wetenschappelijke naam Semidalis aleyrodiformis is voor het eerst geldig gepubliceerd door Stephens in 1836.